# Дреновска река
Дрено̀вска река е река в Гърция, дем Костур, ляв приток на Рулската река (Ладопотамос), смятана тук за Бистрица (Алиакмонас).

## Описание
Реката извира в южното подножие на върховете Голина (1918 m) и Бигла (1931 m) и тече на юг под името Крушенска река. Приема левия си приток Търсенската река и получава името Голема река. При село Кономлади (Макрохори) приема левия си приток Мала река, извиращ под Чаулчето (1685) и продължава на юг под името Кономладска река. При Чърновища (Маврокамбос) приема левия си приток Бабчорската река, която извира под връх Вич (Вици). Преминава през село Дрено̀вени (Кранионас), което разделя на две части – Горно и Долно. В долното течение носи името Бистрица. Влива се в Рулската река в местността Смеси.
В миналото от водите на реката са се захранвали четири воденици в Дреновени, които сега не функционират.
През ΧΧΙ век реката често пресъхва. През 2001 година реката е напълно пресъхнала.